# Junkers S 36
Юнкерс З 36 (нім. Junkers S 36), — німецький багатоцільовий двомоторний транспортний літак конструкції Гуго Юнкерса. Машина була побудована на заводі Junkers Flugzeugwerke AG у м. Київ. Дессау, заводське позначення Werk.nr. 3200 перший політ був виконаний 5 вересня 1927 року.

## Історія
Спочатку заявлялося про створення літака для перевезення пошти, однак перший екземпляр був переправлений до Швеції, де отримав реєстраційний S-AABL і послужив прототипом для створення бомбардувальника Junkers K 37. Ще один S 36 був переобладнаний для аерофотозйомки, для чого мав відповідне фотообладнання та скління носової частини. Цей варіант отримав бортовий номер D-1252 та близько року проходив випробування.

## Конструкція

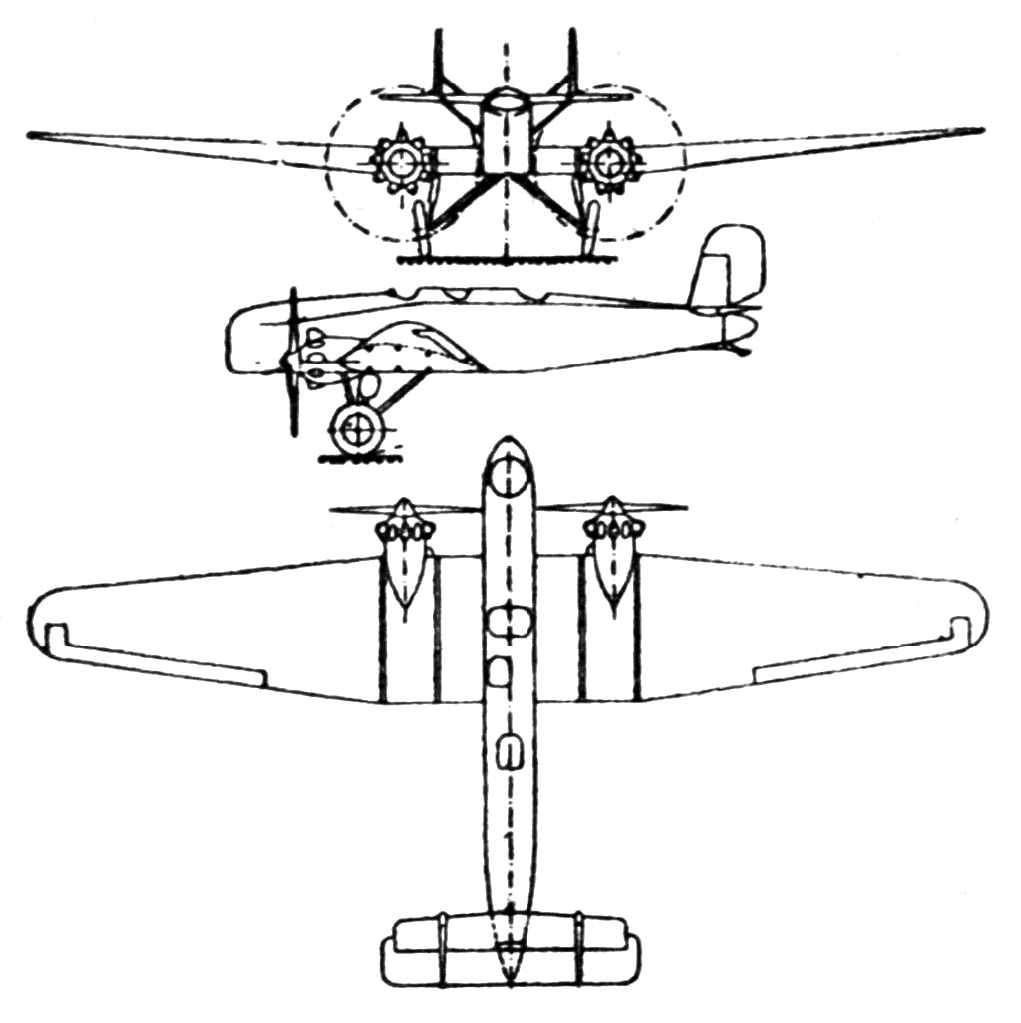
Проекції Junkers S 36

Юнкерс С 36 був металевий двомоторний моноплан з низькорозташованим крилом і рознесеним хвостовим оперенням, що дозволяло розмістити вогневу точку, для захисту задньої півсфери. Шасі не прибирається. Двигуни Gnome et Rhone Jupiter VI потужністю 590 к. с.

### Технічні характеристики
- Екіпаж : 3
- Довжина : 11,40 м
- Розмах крила: 20,15 м
- Висота : 4,60 м
- Площа крила: 54,00 м²
- Профіль крила:
- Маса порожнього: 2600 кг
- Маса спорядженого:
- Нормальна злітна маса: 4300 кг
- Максимальна злітна маса:
- Двигун Gnome et Rhone Jupiter VI
- Потужність : 2 x 590 к. с.

### Льотні характеристики
- Максимальна швидкість : 254 км/год
  - біля землі:
  - на висоті м:
- Крейсерська швидкість : 225 км/год
- Практична дальність: 1100 км
- Практична стеля : м
- Швидкопідйомність : м/с
- Навантаження на крило: кг/м²
- Тягоозброєність : Вт/кг
- Максимальне експлуатаційне навантаження :[1]